# Spindasis baghirmii
Spindasis baghirmii är en fjärilsart som beskrevs av Henry Stempffer 1946. Spindasis baghirmii ingår i släktet Spindasis och familjen juvelvingar. Inga underarter finns listade i Catalogue of Life.